# Edi Danilo Guerra
Edi Danilo Guerra Pérez (ur. 11 grudnia 1987 w Santa Ana) – gwatemalski piłkarz występujący na pozycji napastnika, reprezentant Gwatemali.